# معقولية

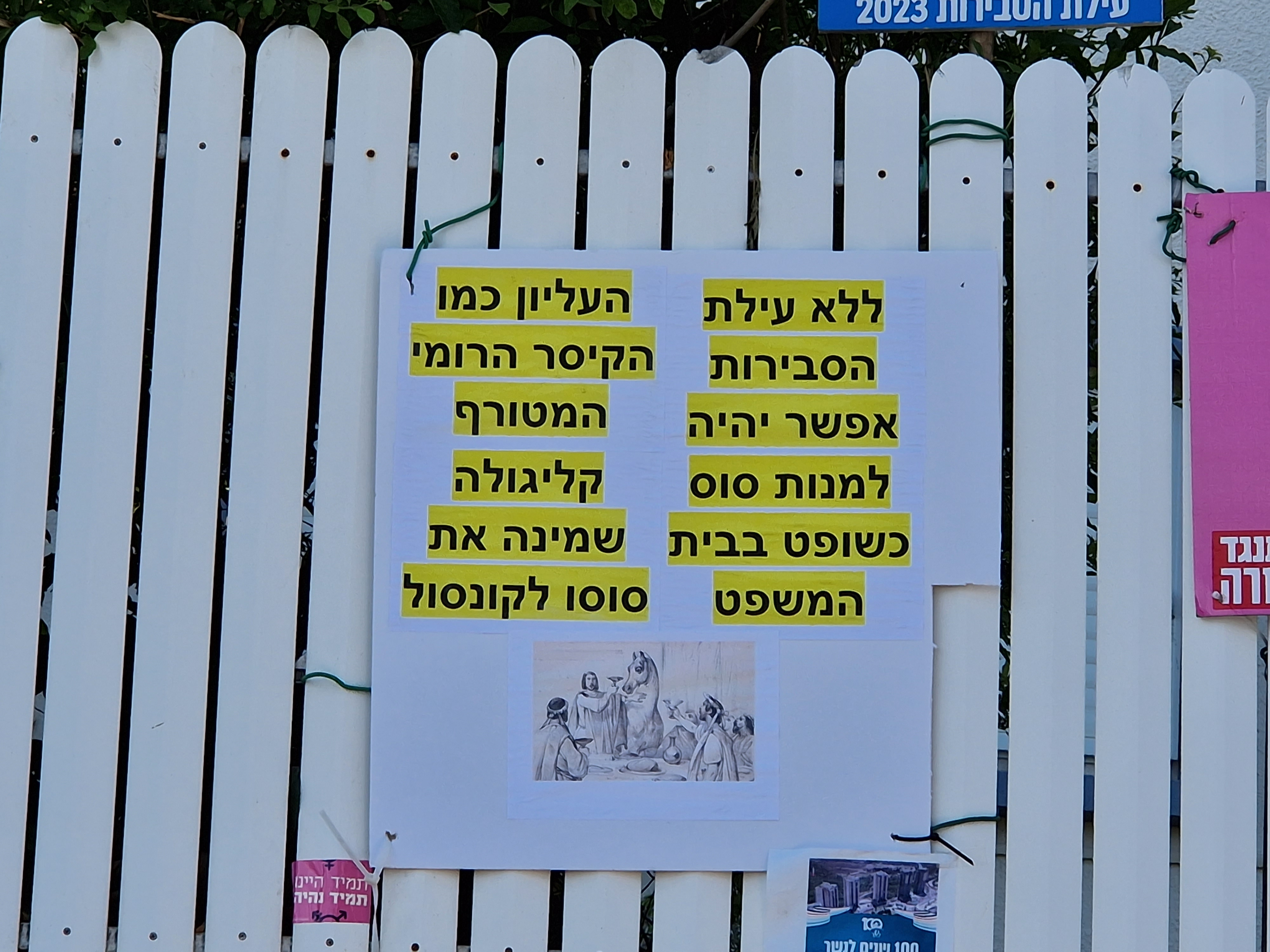
لولا المعقولية (سبب المعقولية) لكان من الممكن تعيين جواد قاضيا في المحكمة العليا في إسرائيل، مثل الإمبراطور الروماني المجنون كاليجولا الذي عين جواده قنصلاً.

المعقولية هو مصطلح قانوني، يمثل مقياس المعقولية عنصرًا جوهريًا في الأنظمة القضائية الحديثة كما أنه يعتبر هامًا على وجه الخصوص في مجال النزاعات والخلافات الدولية الخاصة بمشكلات القوانين. ويقوم هذا المفهوم على أساس فكرة أنه يجب على كل الأطراف أن يتحملوا قدرًا معقولًا من سلوكياتهم وقد تم إدراج ذلك في عدد من المواثيق الدولية مثل مبادئ المعهد الدولي لتوحيد القانون الخاص (اليونيدروا) واتفاقية البيع الدولي للبضائع CISG.
ويعود أقرب استخدام مدون لمصطلح «المعقولية» إلى العصور الرومانية. فقد اشتهر الرومان بأساليبهم في تقييم سلوك الأفراد وفقًا لمقاييس معينة. وقد أصبح قياس «المعقولية» على مقياس من 1 إلى 5 أمرًا شائعًا حيث تعني 5 أن الطرف قد تصرف بعقلانية وأنه سوف يحظى بتعاطف المحكمة كاملًا.